# W 80 dni dookoła świata (film 1989)
W 80 dni dookoła świata (ang. Around the World in 80 Days) − trzyczęściowy amerykańsko-włosko-niemiecko-jugosłowiański telewizyjny film przygodowy z 1989 roku w reżyserii Buzza Kulika. Scenariusz filmu powstał na podstawie powieści Juliusza Verne’a W osiemdziesiąt dni dookoła świata.

## Fabuła
Ekscentryczny Fileas Fogg wraz ze służącym wyrusza w podróż dookoła świata. Założył się, że objedzie glob w ciągu 80 dni. Jeśli mu się powiedzie, przeżyje nie tylko ekscytującą przygodę, ale także wygra 20 tys. funtów. Fogg przygotowuje się do wyprawy. Tymczasem z londyńskiego banku ginie 55 tys. funtów. Śledztwo prowadzi detektyw Fix, który podejrzewa Fileasa Fogga o kradzież. Brytyjska prasa rozpisuje się na temat dziwnego zakładu. Wszyscy są przekonani, że Fogg wybiera się w podróż dookoła świata, aby zmylić ślady i wywieść w pole policję.

## Obsada
- Pierce Brosnan – Phileas Fogg
- Eric Idle – Jean Passepartout
- Julia Nickson-Soul – księżniczka Auda
- Peter Ustinov – detektyw Wilbur Fix
- Jack Klugman – kapitan Bunsby
- Roddy McDowall – McBaines
- Darren McGavin – Benjamin Mudge
- Robert Morley – Wentworth
- Stephen Nichols – Jesse James
- Lee Remick – Sarah Bernhardt
- Jill St. John – kobieta pomylona z księżniczką Aoudą
- Robert Wagner – Alfred Bennett
- Arielle Dombasle – Lucette
- Gabriele Ferzetti – szef włoskiej policji
- Henry Gibson – konduktor
- John Hillerman – sir Francis Commarty
- Rick Jason – Cornelius Vanderbilt
- Christopher Lee – Stuart
- Patrick Macnee – Ralph Gautier
- John Mills – Faversham
- Pernell Roberts - kapitan Speedy

## Produkcja
Zdjęcia kręcono m.in. w Londynie, Tajlandii, Hongkongu i Chorwacji (Pula i Rijeka).